# 天宝乡 (宣汉县)
天宝乡，是中华人民共和国四川省达州市宣汉县曾经下辖的一个乡。2020年6月，撤销天宝乡、庙安乡，设立庙安镇，以原天宝乡复兴社区、香楼村、茶子村、中山村和原庙安乡所属行政区域为庙安镇的行政区域，将原天宝乡大沙村所属行政区域划归柏树镇管辖。

## 行政区划
天宝乡撤销前下辖以下地区：
复兴社区、茶子村、香楼村、中山村、天宝村和大沙村。